# Chingana

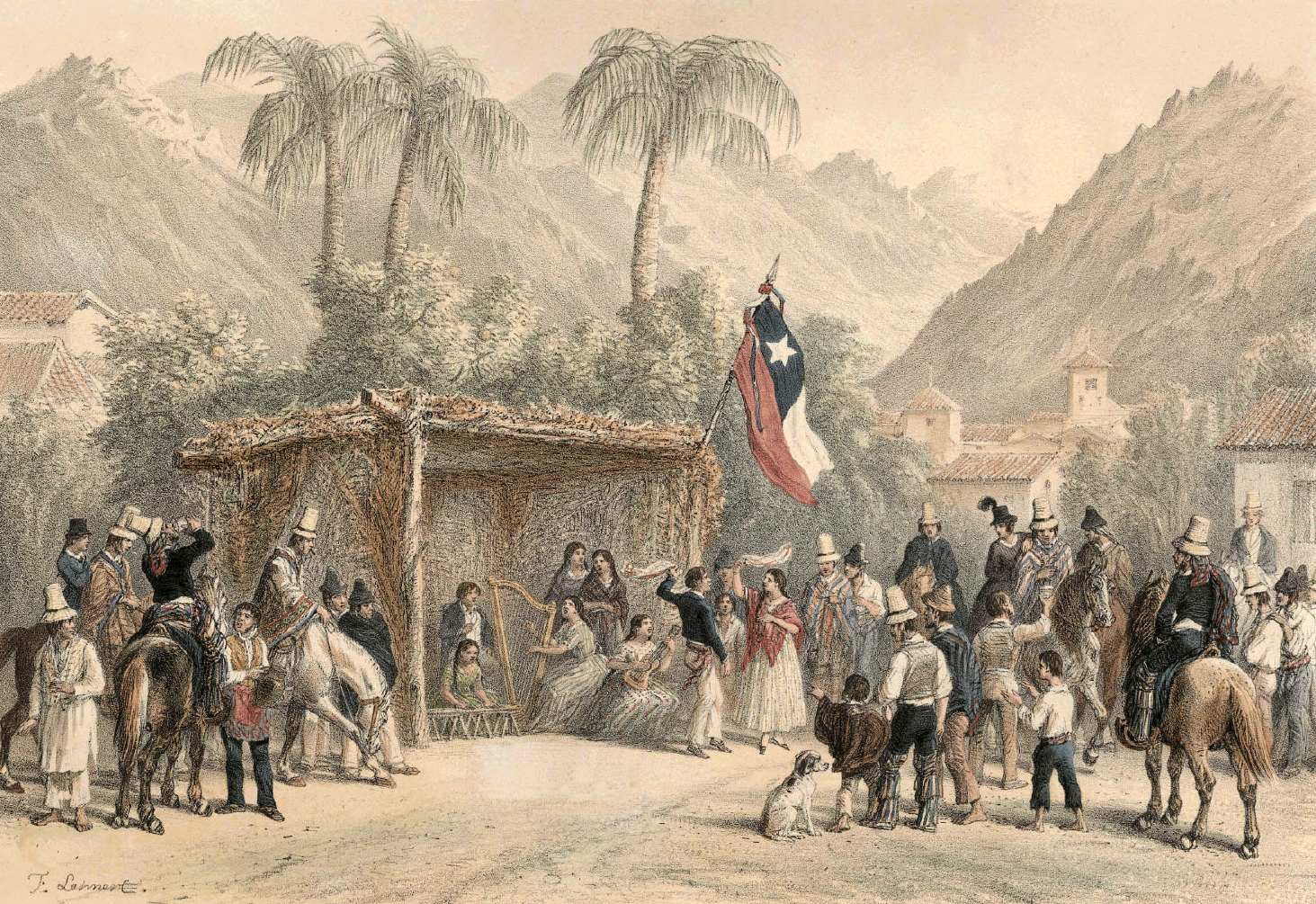
Una chingana a Xile

Chingana és un terme que es va utilitzar antigament a Xile i el Perú per anomenar un amagatall, un lloc de poca importància o un lloc de mala fama per beure, menjar i divertir-se; durant el segle xix foren locals d'entreteniment i festa popular, similars a una taverna. En elles es va instal·lar, desenvolupar i difondre la cueca, així com el folklore en general.

## Etimologia
El terme prové del quítxua chinkana, que significa literalment 'laberint', i que en l'època del Xile colonial es va utilitzar per designar aquells llocs on es jugava, es bevia, es menjava i es ballava.

## Origen
Aquests llocs van proliferar de les antigues «ramades» o «enramadas», que se situaven en els sectors rurals al voltant de les ciutats de la zona Central de Xile, especialment a Santiago en el sector anomenat La Chimba —la capital xilena va arribar a tenir-ne més de quaranta, que obrien tots els diumenges i dilluns. Estaven formades principalment per una humil instal·lació feta amb puntals de fusta i brancatges secs de palmells, pins o boga. Diversos membres de l'alta societat es van declarar obertament en contra de les chinganes, fet que va provocar una creixent inserció d'elles en l'ordre polític conservador de l'època.
L'historiador Gabriel Salazar al·ludeix les chinganes com un espai en el qual es van gestar les identitats populars. Originades per dones soles i abandonades que, a diferència dels homes que vagaven, subsistien per la venda de menjar, allotjament, sociabilitat, ball i música als rotos que passaven o als mariners estrangers que transitaven pel port de Valparaíso.

## Desenvolupament

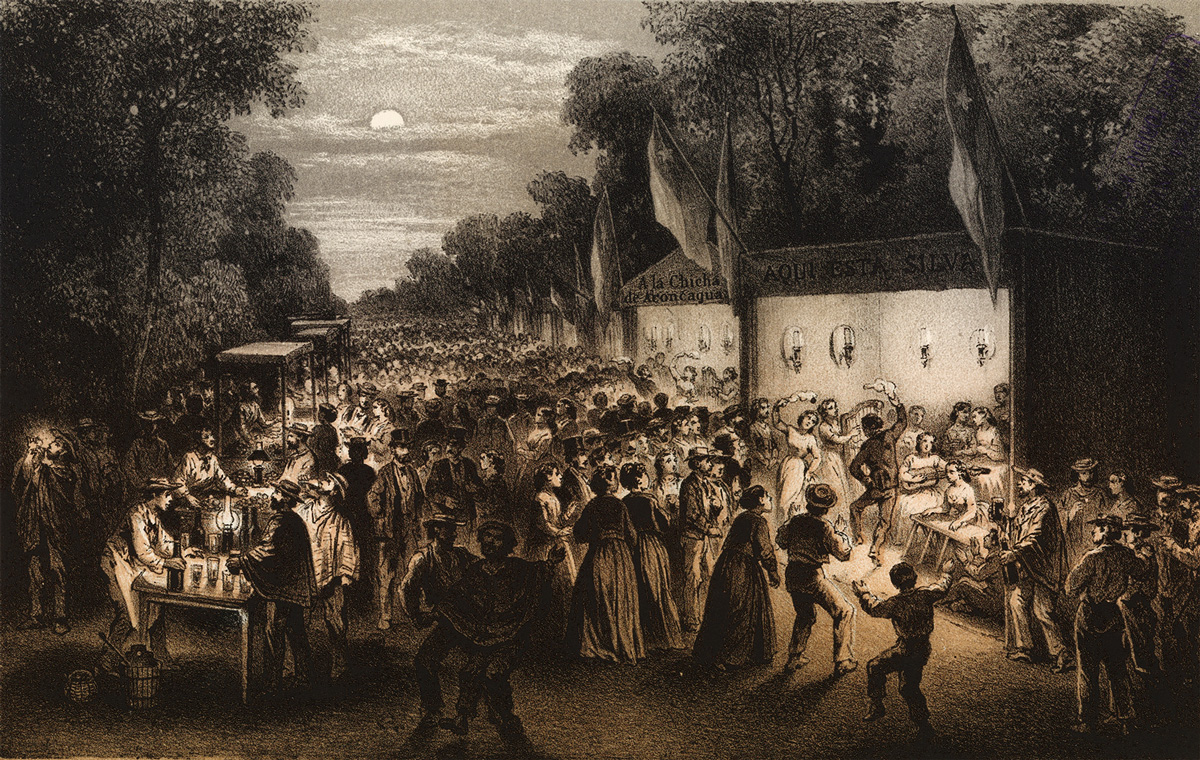
Gravat de 1872 que mostra un conjunt de chinganes a La Cañada (ara Alameda) la nit de Nadal

A finalitats del segle xviii i durant bona part del segle xix, no van faltar excuses per aixecar una chingana: n'hi havia per als matrimonis, la verema, la batuda o amb motiu de sacrifici d'animals. També s'organitzaven a les zones on es construïen camins o els trams del ferrocarril. En aquest ambient va quedar registrada la trobada d'El mulato Taguada contra don Javier de la Rosa en un duel de payas que va tenir lloc en una chingana a Curicó.
La presència de dones anomenades «cantoras» era habitual doncs aportaven la música, el cant i el ball. Aquest espai de recreació va permetre la difusió de la zamacueca a Xile i posteriorment la cueca.
Cap el 1820 van començar un procés d'urbanització; del seu emplaçament a la perifèria de la ciutat, com a La Chimba, es
van instal·lar en carrers limítrofs a La Cañada. A partir de 1823, les autoritats i part de l'aristocràcia van intentar reglamentar el seu funcionament per l'alt grau d'alcoholisme, baralles i vicis derivats dels jocs d'atzar, requerint-se una llicència per a la seva instal·lació. El 1872, l'intendent de Santiago Benjamín Vicuña Mackenna va instal·lar la «fonda popular» amb la intenció de controlar en part algunes actituds habituals en les chinganas.
Algunes de les chinganes més populars i representatives del període van ser les de Teresa Plaza a La Chimba o El Parral, així com aquelles amb el lema Aquí está Silva. Des del segle xx, les chinganes i ramades van començar a anomenar-se fondes, limitant la seva proliferació a les Festes Pàtries de Xile, a més de tenir característiques molt diferents a les de les antigues.